# 제임스 베네리스
제임스 조지 베네리스(James George Veneris, 1922년–2004년)는 6.25 전쟁 기간 중 중국군에 포로로 잡힌 미군 병사로, 휴전이 시작될 무렵 21명의 미군 병사 중 한 명으로 미국으로 돌아가기보다 중화인민공화국에 남기로 결정했다.

## 초기 생애 및 교육
제임스 베네리스는 그리스인 이민자 가정에서 태어났고, 펜실베이니아주 밴더그리프트에서 태어나 미시간주 디트로이트에서 자랐다. 고등학교를 중퇴하고 대부분 생계를 위해 좀도둑질에 연루되었다. 미군에 입대하거나 감옥에 가거나 하는 선택지에서 그는 교육을 받고 직업을 배우려는 희망으로 미국 육군에 입대하기로 결정했다.

## 경력
베네리스는 제2차 세계 대전 중 남태평양에서 복무했으며, 다른 할 일이 없었고 육군 생활이 안정감을 줄 것이라는 희망 때문에 재입대했다고 말했다.

### 망명
군사 행동이 끝난 후, 한국의 모든 포로들은 포로를 잡은 이들로부터 본국으로 돌아가거나 중국에 남거나 하는 선택지를 받았다. 베네리스는 수용소에 있는 동안 잘 대우받았고 중국어를 배웠기 때문에 중국에 남기로 결정했다. 그는 중국에 남아 있으면 고용과 교육을 약속받았고, 그래서 남기로 결정했다.

### 중국에서의 삶
베네리스와 동료 전 POW 하워드 게일 애덤스는 문화대혁명의 혼란 속에서도 지난시에 머물렀는데, 공장 동료들의 보호와 저우언라이 총리의 "국제 자유 투사"라는 발표 덕분이었다. 1963년, 그는 인민대학에서 공부할 수 있도록 허락받았다. 졸업 후, 베네리스는 같은 공장으로 돌아왔다. 그의 첫 번째 중국인 아내는 결혼 10년 후 폐 질환으로 사망했다. 1967년, 베네리스는 중국인 이혼녀와 결혼했다. 그들은 함께 두 자녀를 두었다. 1977년, 그는 산둥 대학의 영어 교수가 되었다. 베네리스는 두 차례 미국을 방문했는데, 처음은 1976년 미국 독립 200주년을 기념하기 위함이었고, 다시 1990년대 후반에 한 번 더 방문했다. 그는 2005년 다큐멘터리 그들은 중국을 선택했다의 피사체 중 한 명이었는데, 이 다큐멘터리는 왕쉐보(Shui-Bo Wang)가 감독하고 캐나다 국립영화위원회가 제작했다.

## 개인 생활
그가 중국에서 살기로 선택한 후, 미 육군은 베네리스에게 불명예 제대를 시키고 수용소에 있는 동안의 밀린 급여를 지급하기를 거부했다. 중국은 그에게 수당을 지급하고 산둥성으로 옮겨주었고, 그곳에서 그는 지난시의 국영 펄프 공장에서 버려진 천 신발을 홍콩 수출용 화장지로 바꾸는 일을 맡았다. 그는 중국 이름 라오 원(老温)을 사용했다. 베네리스는 중국에서 자란 딸과 아들이 있었고, 그들은 1990년대에 미국으로 이주했다.

## 사망
베네리스는 2004년 중국에서 사망했으며 산둥성에 묻혔다.

## 같이 보기
- 6.25 전쟁의 미군·영국군 탈영병 목록
- 새뮤얼 데이비드 호킨스
- 6.25 전쟁
- 그리스계 미국인